# Gepantserde poon
De gepantserde poon of pantservis (Peristedion cataphractum) is een  straalvinnige vissensoort uit de familie van de pantserponen (Peristediidae). De wetenschappelijke naam van de soort werd als Trigla cataphracta in 1758 gepubliceerd door Carl Linnaeus.